# Adama Diakhaby
Adama Diakhaby (ur. 5 lipca 1996 w Ajaccio) – francuski piłkarz występujący na pozycji napastnik we francuskim klubie Amiens SC.

## Kariera klubowa
Profesjonalną karierę Diakhaby rozpoczął w klubie Stade Rennais, w którym występował do końca sezonu 2016/17. 2 sierpnia 2017 roku podpisał 5–letni kontrakt z pierwszoligowym AS Monaco. W latach 2018–2021 był zwodnikiem Huddersfield Town, z którego w 2020 był wypożyczony do Nottingham Forest. W 2021 przeszedł do Amiens SC.
| Sezon   | Klub              | Kraj    | Rozgrywki        | Mecze | Bramki | Rozgrywki Europy | Mecze | Bramki |
| ------- | ----------------- | ------- | ---------------- | ----- | ------ | ---------------- | ----- | ------ |
| 2016/17 | Stade Rennais     | Francja | Ligue 1          | 25    | 4      | -                | -     | -      |
| 2017/18 | AS Monaco         | Francja | Ligue 1          | 25    | 4      | -                | -     | -      |
| 2018/19 | Huddersfield Town | Anglia  | Premier League   | 12    | 0      | -                | -     | -      |
| 2019/20 | Huddersfield Town | Anglia  | EFL Championship | 18    | 0      | -                | -     | -      |
| 2019/20 | Nottingham Forest | Anglia  | EFL Championship | 14    | 0      | -                | -     | -      |
| 2020/21 | Huddersfield Town | Anglia  | EFL Championship | 16    | 0      | -                | -     | -      |
| 2020/21 | Amiens SC         | Francja | Ligue 2          | 12    | 1      | -                | -     | -      |

Stan na: koniec sezonu 2021/2022